# Könchek
Könchek, noto anche come Kondjek o Kundine (in mongolo: Кунжик; ... – 1308), è stato un condottiero mongolo, Khan del Khanato Chagatai dal 1307 al 1308.

## Biografia
Figlio di Duwa 1282-1307, era fratello di Esen Buka, Duwa Temür, Kebek, Eljigidey e Tarmachirin.
Alla morte del padre nel 1307, fu nominato khan del Khanato Chagatai. Il suo regno durò solamente un anno, sino alla sua morte. Fu succeduto da Taliku, nipote di Büri e perciò discendente di Chagatai.